# Iseilema membranaceum
Iseilema membranaceum är en gräsart som först beskrevs av John Lindley, och fick sitt nu gällande namn av Karel Domin. Iseilema membranaceum ingår i släktet Iseilema och familjen gräs. Inga underarter finns listade i Catalogue of Life.